# Houghton Hall
Houghton Hall ( /h aʊ t ən / HOW-tən )  est une maison de campagne située à Houghton dans le Norfolk, en Angleterre. C'est la résidence de David Cholmondeley, 7e marquis de Cholmondeley .
Elle est commandée par le premier Premier ministre britannique de facto, Sir Robert Walpole, en 1722, et c'est un bâtiment clé dans l'histoire de l'architecture palladienne en Angleterre. C'est un bâtiment classé entouré d'un parc de 1 000 acres (4,04685642 km2) à quelques milles de Sandringham House.
La maison a un bloc principal rectangulaire qui se compose d'un sous-sol rustique au niveau du sol, avec un Étage noble, une chambre au sol et des greniers au-dessus. Il y a aussi deux ailes inférieures flanquantes reliées au bloc principal par des colonnades. Au sud de la maison il y a une écurie quadrangulaire détachée.
L'extérieur est à la fois grandiose et sobre, construit en pierre blanche argentée à grain fin. Les dômes conçus par Gibbs ponctuent chaque coin. Conformément aux conventions palladiennes, les intérieurs sont beaucoup plus colorés, exubérants et opulents que les extérieurs.
Le parc entourant Houghton Hall est réaménagé au XVIIIe siècle par Charles Bridgeman . Dans la foulée, le village de Houghton est démoli et reconstruit aux portes principales du parc, à l'exception de l'église paroissiale médiévale, qui se trouve maintenant seule dans le parc .

## Histoire

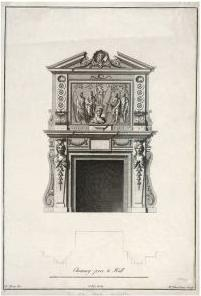
Cheminée à Hall, Houghton Hall, Norfolk Les plans, élévations et sections, cheminées et Cielings [sic] de Houghton à Norfolk, 1735 V&A Museum no. 13095

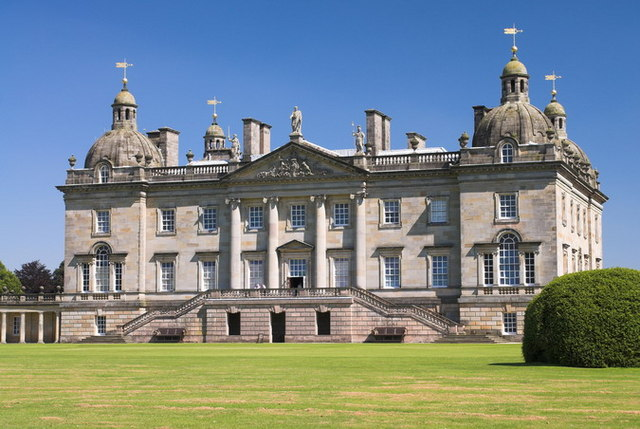
La façade de Houghton Hall en 2007.

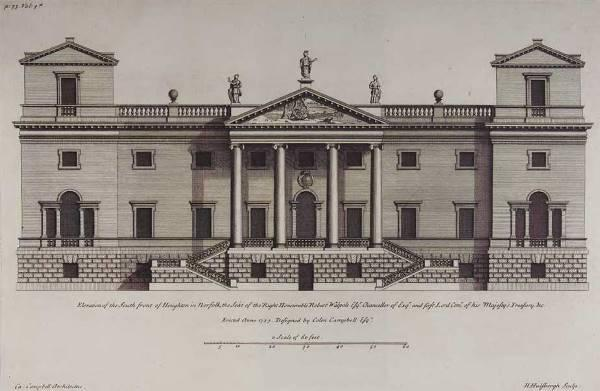
La façade de Houghton Hall d'après le Vitruvius Britannicus de Colen Campbell. Les tours d'angle ont été remplacées par des dômes dans la conception finale.

### Conception et construction
Ce nouveau bâtiment est placé sur le site des anciennes maisons familiales Walpole. Sir Robert Walpole hérite de la propriété et de ses 17,000 acres (6,900 ha) en 1700. Il commande quelques améliorations, mais en 1720, il charge Thomas Badeslade (en) d'arpenter la maison et son bloc de terrain immédiat, qui comprend un jardin dans le style de Stephen Switzer.
Bien que de style palladien, la chronologie exacte et le style de l'architecture et du design sont contestés. Il est très probable que Walpole a initialement chargé son ami Thomas Ripley (architecte) (en) de diriger la conception, l'ayant nommé arpenteur en 1722 lorsque la construction commence, avec son apprenti Isaac Ware employé au bureau des travaux et Robert Hardy comme commis des travaux. La première pierre est posée le 24 mai 1722, et le 7 décembre de la même année, les caves en briques sont terminées et la première assise de pierre posée.
Colen Campbell est l'architecte le plus crédité de la conception. Cependant, des recherches et des études ultérieures montrent que ses premiers travaux sur la conception sont datés de 1723, ce qui, en utilisant le calendrier moderne, serait de mars 1723. Campbell peut être lié au projet, mais ses conceptions initiales et ultérieures montrent ses tours préférées de style Wilton, telles qu'ils les a publiées dans Vitruvivs Britannicus en 1725. Cependant, la conception finale des dômes de la tour est entreprise par James Gibbs, avec : la tour sud-ouest datée de 1725 ; le sud-est 1727 ; et les autres datées de 1729. L'intérieur et l'extérieur sont extravagants, estimés plus tard par Walpole lui-même à plus de 200 000 £ - il admet avoir brûlé la plupart des reçus, ajoutant qu'il n'est pas en mesure de vérifier la chronologie de l'architecture. Les meilleurs matériaux et designers sont employés, dont William Kent qui conçoit les plafonds des espaces d'accueil et du rez-de-chaussée, ainsi que certains meubles. Dans le contexte du moment, Campbell, Gibbs et Kent ne sont pas seulement des rivaux, mais se détestent beaucoup. Les propres archives de Ripley montrent qu'il a joué un rôle plus important dans le projet au cours des dernières étapes de la construction des édifices externes, ses plans le montrant modifiant considérablement les travaux antérieurs de Cambell et de Gibbs .

### Propriétaires
Walpole est un hôte extravagant ; les parties de chasse avec la noblesse locale de Norfolk durent parfois une semaine ,. Les visites royales sont courantes et ses collègues politiques, en particulier les membres de son cabinet, tiennent leurs réunions chaque printemps pendant trois semaines dans les salles de Houghton. Ces réunions sont connues sous le nom de Congrès de Norfolk ,. Houghton est destiné à être le foyer permanent de plus de 400 de ses tableaux de maîtres anciens, notamment des œuvres de Van Dyck, Poussin, Rubens, Rembrandt et Velázquez ,.
Sir Robert Walpole devient le 1er comte d'Orford en 1742. La propriété passe à son fils et son petit-fils, les deuxième et troisième comtes. À la mort du troisième comte en 1791, il revient à son oncle le 4e comte d'Orford, mieux connu sous le nom d'Horace Walpole. Sir Robert et ses successeurs en tant que comtes d'Orford sont enterrés dans l'église St Martin à proximité.
À sa mort en 1797, la possession passe à la famille de sa sœur, Lady Mary, comtesse de Cholmondeley, décédée à l'âge de 26 ans, 65 ans plus tôt, en 1731. Elle a épousé George Cholmondeley (3e comte de Cholmondeley) et Houghton Hall est la propriété de ses descendants de la famille Cholmondeley jusqu'à nos jours.
La maison est en grande partie intacte, étant restée "non améliorée" malgré la passion victorienne pour le remodelage et la décoration, car pendant la majeure partie du XIXe siècle, la famille vit principalement au château de Cholmondeley dans le Cheshire, et ne reste à Houghton que pour la chasse. Houghton appartient toujours à l'actuel marquis de Cholmondeley, et certaines parties de la structure et des terrains sont ouvertes au public tout au long de l'année.

### Art
Houghton contenait autrefois une partie de la grande collection de tableaux de Robert Walpole, que son petit-fils, le 3e comte vend en 1779 à Catherine la Grande de Russie pour rembourser une partie de la dette accumulée par la succession. La collection actuelle de peintures comprend la peinture à l'huile de Thomas Gainsborough représentant sa propre famille, Thomas Gainsborough, avec sa femme et sa fille aînée, Mary (vers 1751-1752).

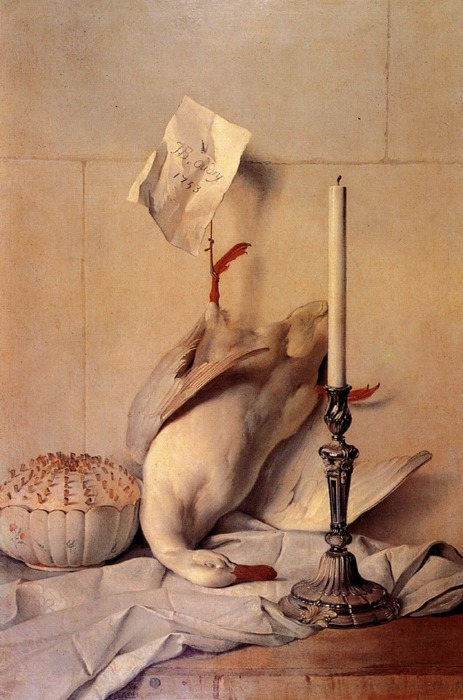
Le Canard blanc de Jean-Baptiste Oudry, volé à Houghton Hall en 1990

La collection de bustes romains en marbre de Walpole est également considérable .
Au début des années 1990, "La Dame à l'écureuil et à l'étourneau" (1528) de Hans Holbein le Jeune est retirée des murs de Houghton où elle était accrochée depuis 1780. Le tableau est mis aux enchères pour lever des fonds pour payer les droits de succession et pour l'entretien de la maison et du terrain  et finalement, des négociations conduisent à la vente du tableau à la National Gallery pour 17 millions de livres sterling en franchise d'impôt en raison d'incitations spéciales en Angleterre pour la vente d'œuvres d'art considérées comme des trésors nationaux .
Au XXIe siècle, l'inflation du marché de l'art a placé d'énormes tentations sur le chemin des vieilles familles aux collections substantielles. Ces dernières années, la propriété de plusieurs pièces a été transférée en lieu et place de l'impôt des Cholmondeley au Victoria and Albert Museum. La grande vente de tableaux, meubles, argenterie et objets d'art de Houghton estimés à 23 millions de dollars a eu lieu chez Christie's à Londres le 8 décembre 1994, avec l'intention d'établir un fonds de dotation pour la préservation future du bâtiment . Certaines œuvres d'art, telles que le portrait de William Hogarth de la famille Cholmondeley, ne seront probablement pas abandonnées, et elles restent exposées à Houghton; mais le marquis admet qu'il est bien conscient du risque de vol . Le Canard blanc de Jean-Baptiste Oudry, volé dans la collection de Cholmondeley en 1990, est toujours porté disparu .

### Parc et jardins
Le plan d'aménagement paysager de Charles Bridgeman pour le parc à Houghton reste intact. Ses « sentiers sauvages tortueux » sont défrichés au début du XVIIIe siècle ; et ils ont été maintenus depuis lors .
Bridgeman remplace la géométrie formelle des avenues entrecroisées par des blocs de bois et de parcs qui, selon lui, sont mieux à même de compléter la déclaration architecturale convaincante du manoir .
Les barrières ha-ha à Houghton sont une caractéristique innovante attribuée à Bridgeman. Dans son « Essai sur le jardinage moderne » de 1780, Horace Walpole explique : « Le terrain contigu du parc sans la clôture en contrebas devait être harmonisé avec la pelouse à l'intérieur ; et le jardin à son tour devait être libéré de sa régularité primitive, qu'il pourrait s'assortir avec le pays le plus sauvage à l'extérieur." 

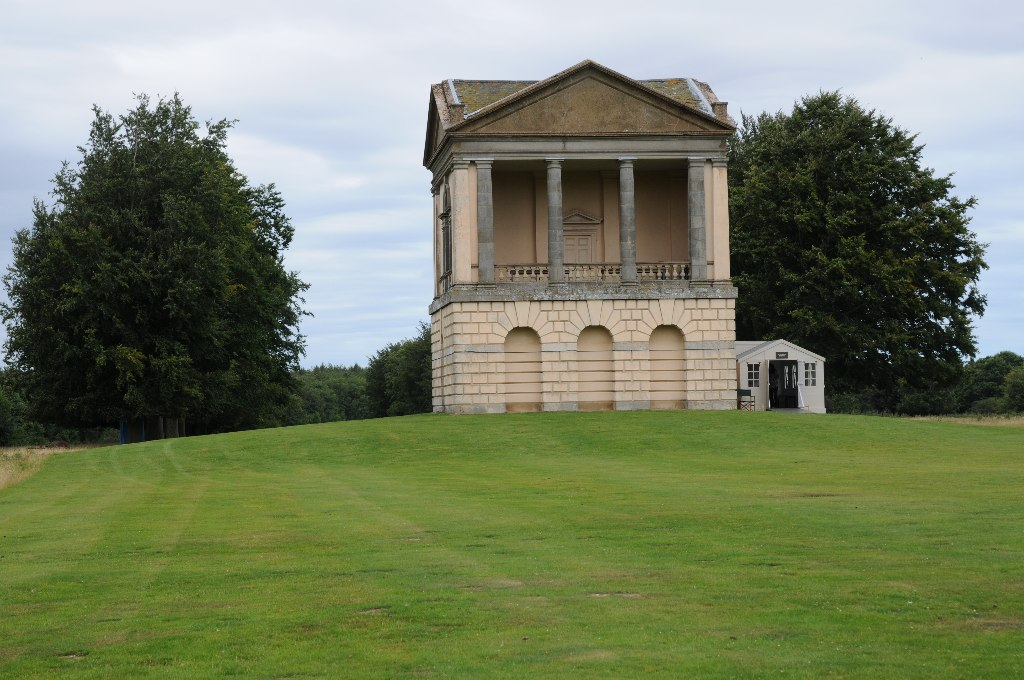
Le château d'eau

Sir Robert Walpole construit un château d'eau (1731-1732) avec l'apparence d'une folie architecturale qui est conçu par Henry Herbert (9e comte de Pembroke). Il est restauré en 1982 et est un bâtiment classé Grade I.
Dans ce contexte bien établi, un certain nombre de sculptures extérieures contemporaines ont été commandées ces dernières années par David Cholmondeley, 7e marquis de Cholmondeley. À l'ouest de la maison se trouve un cercle d'ardoises de Cornouailles au bout d'un chemin tondu dans l'herbe. Cette pièce de land art est conçue par le sculpteur britannique Richard Long.
Deux folies modernes se trouvent dans une zone boisée sur le côté de la façade ouest.
L'artiste américain James Turrell a conçu "Skyspace" pour Houghton. La construction de Turrell se présente de l'extérieur comme un bâtiment vêtu de chêne sur pilotis. De l'intérieur de la structure, le point de vue du spectateur est concentré vers le haut et inévitablement attiré vers la contemplation du ciel encadré par le toit ouvert .
"The Sybil Hedge" est une autre folie dans ce voisinage . Il est basé sur la signature de la grand-mère du marquis actuel, Sybil Sassoon. L'artiste écossaise Anya Gallaccio a créé une structure en marbre semblable à un sarcophage qui se trouve au bout d'un chemin ; et à proximité se trouve une haie de hêtres cuivrés qui est plantée en lignes reflétant la signature de Sybil .
Un potager clos de murs se trouve au-delà des écuries. Au fil du temps, la zone productive a été réduite en taille et l'enclos est en grande partie enherbé. En 1996, l'enclos en jachère est repensé et replanté. L'effort est récompensé en 2007 lorsqu'il est nommé Historic Houses Association et Christie's Garden of the Year. Des haies d'ifs divisent l'espace en une grille formelle de zones ou de « pièces ». Les haies, certaines taillées en festons, donnent de la hauteur et de la forme. Les salons du jardin comprennent un enclos à l'italienne avec des parterres de buis ; une roseraie formelle aménagée selon un motif basé sur l'un des plafonds William Kent de la maison ; un jardin à la française de tilleuls pissés et de pruniers sous-plantés de bulbes de printemps ; et un terrain de croquet .
L'artiste danois Jeppe Hein a créé une sculpture/fontaine « Water Flame » pour ce jardin . En toutes saisons, ce jet d'eau surmonté d'une boule de flamme illustre une folie du XXIe siècle à plus petite échelle que les pièces contemporaines hors les murs du jardin .

## Sources
- Conan, Michel. (2005), Cultures de jardins baroques : émulation, sublimation, subversion. Washington, DC : Bibliothèque et collection de recherche Dumbarton Oaks (ISBN 9780884023043)(OCLC 185320499)
- Michaelis, Adolf (1882), traduit par Charles Augustus Maude Fennell, Marbres antiques en Grande-Bretagne. Cambridge : Presse universitaire de Cambridge(OCLC 68091266)
- Moore, Andrew W. (1996), Houghton Hall : le premier ministre, l'impératrice et le patrimoine . Londres : Philip Wilson Publishers (ISBN 978-0-85667-438-9)(OCLC 36167076)
- Whyte, Ian D. (2002), Paysage et histoire depuis 1500 . Londres : Reaktion Books (ISBN 978-1-861-89138-9)(OCLC 248507175)
- Cornforth, John (2004), Early Georgian Interiors . New Haven, Connecticut ; Londres : Yale University Press pour le Paul Mellon Center for Studies in British Art, pp. 20-3, 89-91, 131-2, 150-68, 258-9 (ISBN 978-0-30-010330-4)(OCLC 938151474)
- Murdoch, Tessa (éd. ), Ménages nobles : inventaires du dix-huitième siècle des grandes maisons anglaises. Un hommage à John Cornforth . Cambridge : John Adamson, 2006, p. 169-205 (ISBN 978-0-9524322-5-8)(OCLC 78044620)